# The Palestine Post
The Palestine Post è stato un giornale sionista in lingua inglese che era edito nella Palestina mandataria e, in seguito, nello Stato d'Israele. Fu fondato il 1º dicembre 1932 da un giornalista statunitense che ne fu direttore: Gershon Agron. Nel 1950 il giornale fu rinominato The Jerusalem Post.
Durante l'epoca in cui si chiamava The Palestine Post, la linee editoriale sosteneva la lotta per uno Stato ebraico in Palestina ed era apertamente ostile al Regno Unito che aveva infine fortemente ristretto il flusso immigratorio ebraico in Palestina.